# Joseph-Ghislain Leroy
Joseph-Ghislain Leroy, belgijski general, * 5. april 1884, † 27. november 1959.